# Tetrapyrgos simulans
Tetrapyrgos simulans är en svampart som först beskrevs av Narcisse Theophile Patouillard, och fick sitt nu gällande namn av E. Horak 1987. Tetrapyrgos simulans ingår i släktet Tetrapyrgos och familjen Marasmiaceae.   Inga underarter finns listade i Catalogue of Life.